# Bad Schussenried
Bad Schussenried est une ville de Haute-Souabe dans l'arrondissement de Biberach, Bade-Wurtemberg, Allemagne, sur la Route baroque de Haute-Souabe (Oberschwäbische Barockstraße).
La principale curiosité est l'abbaye de Schussenried, un ancien monastère fondé en 1183, remarquable par son église abbatiale et son impressionnante bibliothèque rococo.
La ville abrite également un musée de la chope de bière, le Schussenrieder Bierkrug Museum.
Oswald Metzger, anciennement du parti de Verts, aujourd'hui CDU et le cycliste Rolf Gölz, qui a remporté une médaille d'argent aux Jeux olympiques d'été de 1984, sont de Bad Schussenried.